# Ternstroemiopsis
Ternstroemiopsis es un género con una especie, Ternstroemiopsis sandwicensis, de plantas de flores perteneciente a la familia Pentaphylacaceae. 
- Datos: Q9086249